# Ocros (provincie)
Ocros is een provincie in de regio Ancash in Peru. De provincie heeft een oppervlakte van 1.945 km² en telt 10.802 inwoners (2015). De hoofdplaats van de provincie is het district Ocros.

## Bestuurlijke indeling
De provincie is verdeeld in tien districten, UBIGEO tussen haakjes:
- (021402) Acas
- (021403) Cajamarquilla
- (021404) Carhuapampa
- (021405) Cochas
- (021406) Congas
- (021407) Llipa
- (021401) Ocros, hoofdplaats van de provincie
- (021408) San Cristobal de Rajan
- (021409) San Pedro
- (021410) Santiago de Chilcas

Aija · Antonio Raimondi · Asunción · Bolognesi · Carhuaz · Carlos Fermín · Casma · Corongo · Huaraz · Huari · Huarmey · Huaylas · Mariscal Luzuriaga · Ocros · Pallasca · Pomabamba · Recuay · Santa · Sihuas · Yungay